# شانی
شانی (به فرانسوی: Chanay) یک کمون‌های فرانسه در فرانسه است که در canton of Seyssel واقع شده‌است.

## خصوصیات
شانی ۱۸٫۱۰ کیلومترمربع مساحت و ۶۱۰ نفر جمعیت دارد و ۴۸۵ متر بالاتر از سطح دریا واقع شده‌است.